# 宇文部

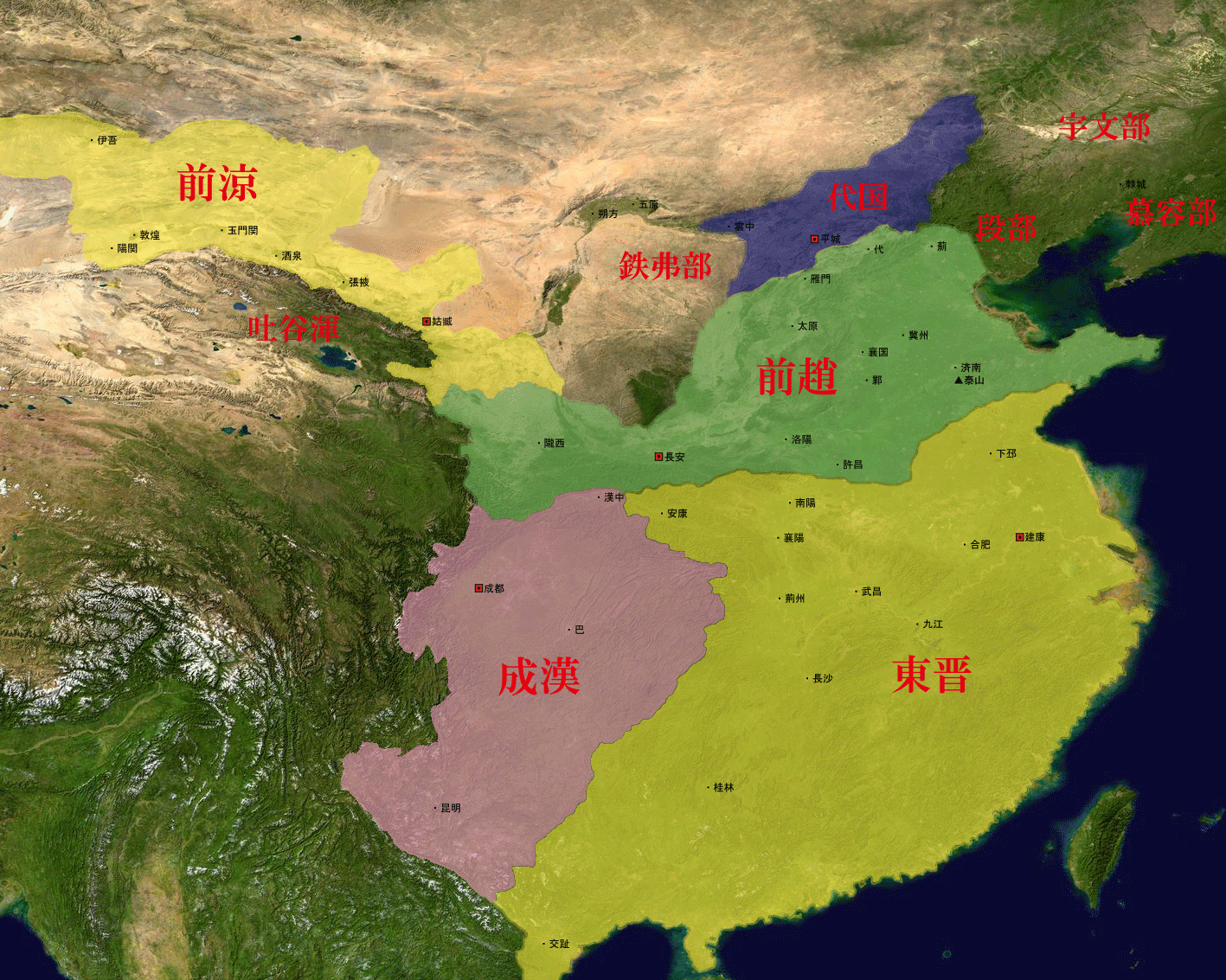
东晋时宇文部領土範圍

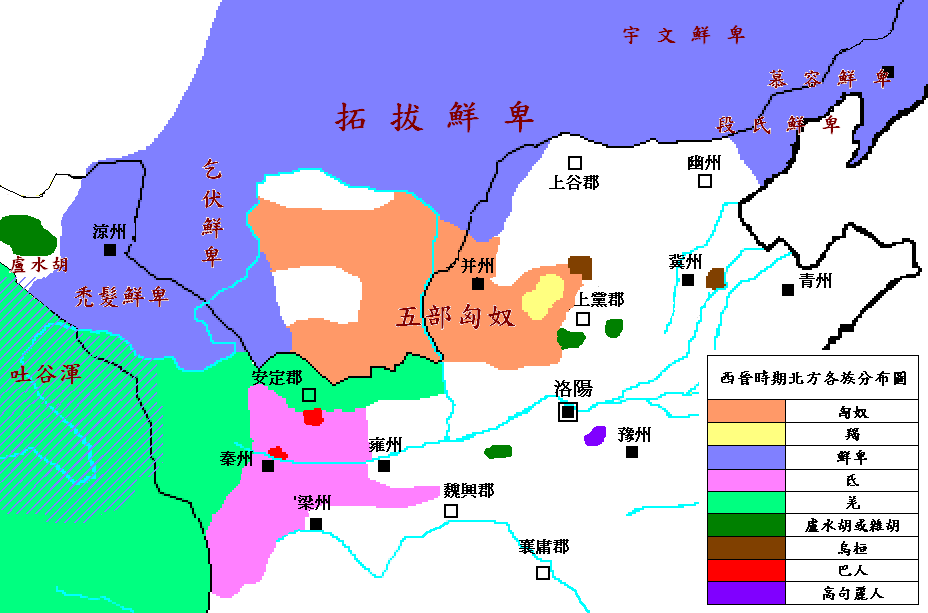
西晉時北方部族狀況

宇文部，古代鮮卑部族的一個部族，活動於遼西一帶。於東漢末年至三國初年開始被中國古代史書記載，其後繁榮興盛一直至五胡十六國前期為止，西晉以後較為強盛之時，其地約在濡源（今中國河北省灤河上游）以東，柳城（今中國遼寧省朝陽市）以西。與同時期存在的鮮卑部落－慕容部、段部相同，皆屬東部鮮卑的一支。

## 起源
正史中記載宇文部最早起源的是《周書》，其稱宇文部為炎帝神農氏後裔，先祖葛烏菟為鮮卑十二部共主，至普回時，建立宇文部。該記載為後世部分史學家存疑。一般看法認為，宇文部起源自西元一世紀時北匈奴被東漢擊走西遷後，留在故地漠北的部眾。在東遷，與鮮卑人混居以後被同化的族群，在這段期間該部並曾參加鮮卑首領檀石槐的部落聯盟，首領成為鮮卑的東部大人。因此也可以說，宇文部是源自匈奴而後揉合了鮮卑血統的部族。這項看法的根據係《後漢書》記載東漢和帝年間，當時的大將軍竇憲派右校尉耿夔擊破北匈奴，「鮮卑因此轉徙據其地。匈奴餘種留者尚有十餘萬落，皆自號鮮卑。」以及《魏書》認為宇文部是匈奴種，「出於遼東塞外，其先南單于遠屬也，世為東部大人。其語與鮮卑頗異。」

## 興衰
根據《周書》所述，宇文部的形成要追溯到一位叫葛烏菟的首領，他「雄武多算略，鮮卑慕之，奉以為主，遂總十二部落，世為大人。」。葛烏菟的後代有位叫普回的，在一次打獵時拾得三個玉璽，上有「皇帝璽」的字樣，普回認為是上天授與。當時該族的習俗稱天為「宇」，稱君為「文」，所以自稱宇文國，並以為其姓氏，《周書》認為此為該部名稱之由來，不過，後世亦有史家認為這純粹是附會之說。普回之子宇文莫那，自陰山南遷至遼西，被後來南北朝的北周尊為獻侯，並奉為始祖。
莫那之後數代，史書不載，一直到約西晉時期以後才有記事。《魏書》記載當時的習俗「人皆剪髮而留其頂上，以為首飾，長過數寸則截短之。婦女披長襦及足，而無裳焉。」從這裡可得知該部族之人已有髡髮习俗，婦女則是穿著連身的長襖而與漢族下身做長裙的打扮大異其趣。另外，族人在秋天的時候，會去採收一種稱作「烏頭」的有毒植物製成毒藥，做為射獵禽獸之用。
宇文部在這個時期的幾位首領，與拓跋部鮮卑關係較佳，二部有時通婚；進入五胡十六國時期後，並依附勢力強大的後趙；相反地，宇文部與慕容部鮮卑之間卻是不斷爭鬥，而連續幾位宇文部的首領宇文莫珪、遜昵延、乞得龜、逸豆歸皆曾為慕容部所敗，在344年（根據《資治通鑑》）或是345年（根據《魏書》）的一次決定性戰役中，宇文部終於被慕容部後來建立的前燕政權滅亡，部眾被遷移後散滅。

## 後世
宇文部雖然消散，但並未完全自歷史舞台中消失，據《周書》所載，北周皇族宇文氏即係宇文部鮮卑的後裔，西魏太師、北周的奠基者宇文泰就是逸豆歸的五世孫。
除此之外，宇文部有一旁支後來在南北朝時發展成庫莫奚族，該族於隋朝後被稱為奚族。而另外一支迭剌部也在南北朝時發展成一個在後世頗具影響力的部族－契丹。
中唐将领尚可孤为宇文部别种后裔。

## 宇文部鮮卑首領列表
| 姓名                           | 在位時间           |
| ------------------------------ | ------------------ |
| 宇文普回                       | ？                 |
| 宇文莫那                       | ？                 |
| 宇文可地汗                     | ？                 |
| 數代以後                       |                    |
| 宇文莫槐                       | ？—293年           |
| 宇文普拨                       | 293年—？           |
| 宇文丘不勤                     | ？                 |
| 宇文莫珪（宇文莫廆、宇文莫圭） | ？                 |
| 宇文逊昵延（宇文悉獨官）       | ？                 |
| 宇文乞得龟                     | ？—333年           |
| 宇文逸豆归（宇文俟豆歸）       | 333年—344年或345年 |